# SatkomTower

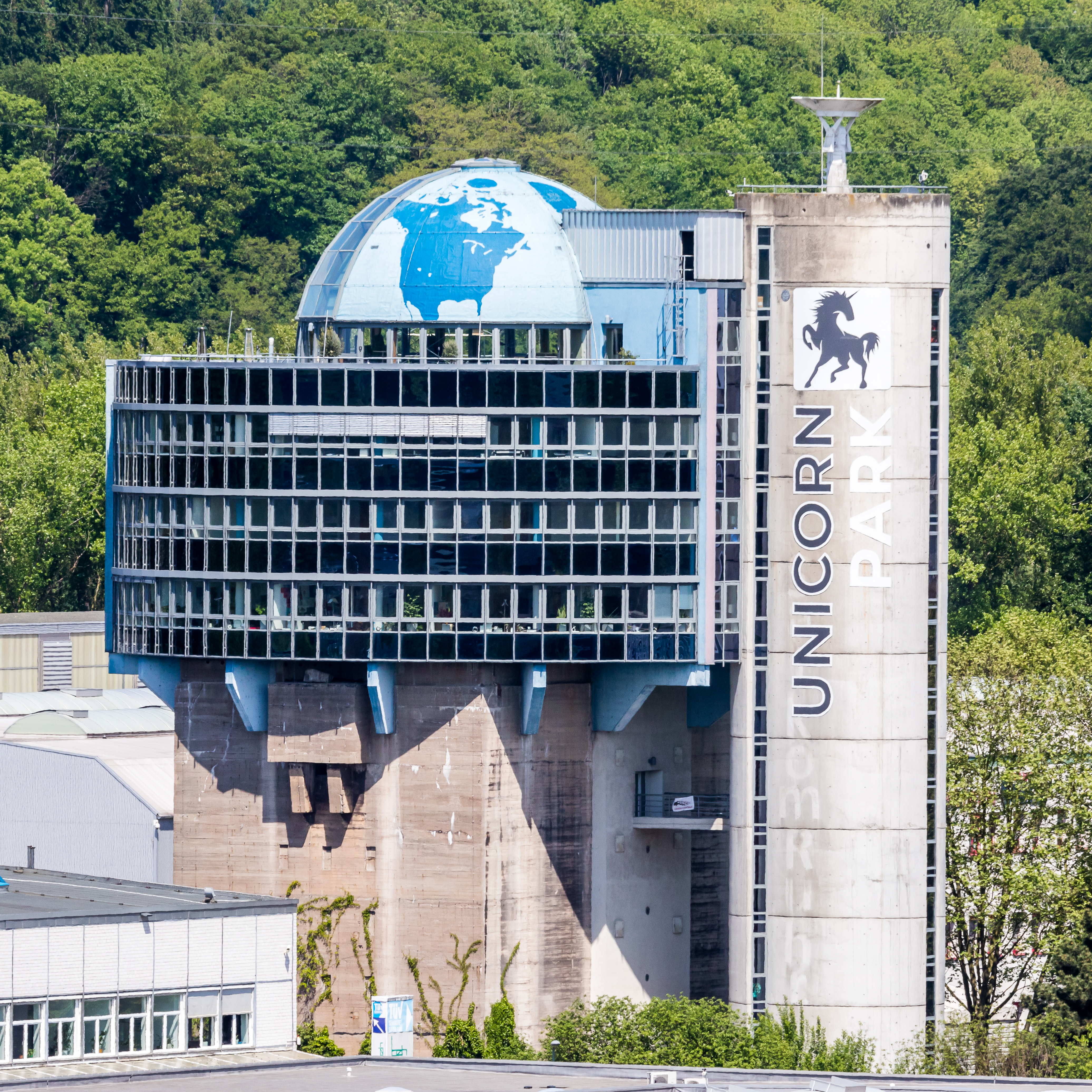
SatkomTower, 2023

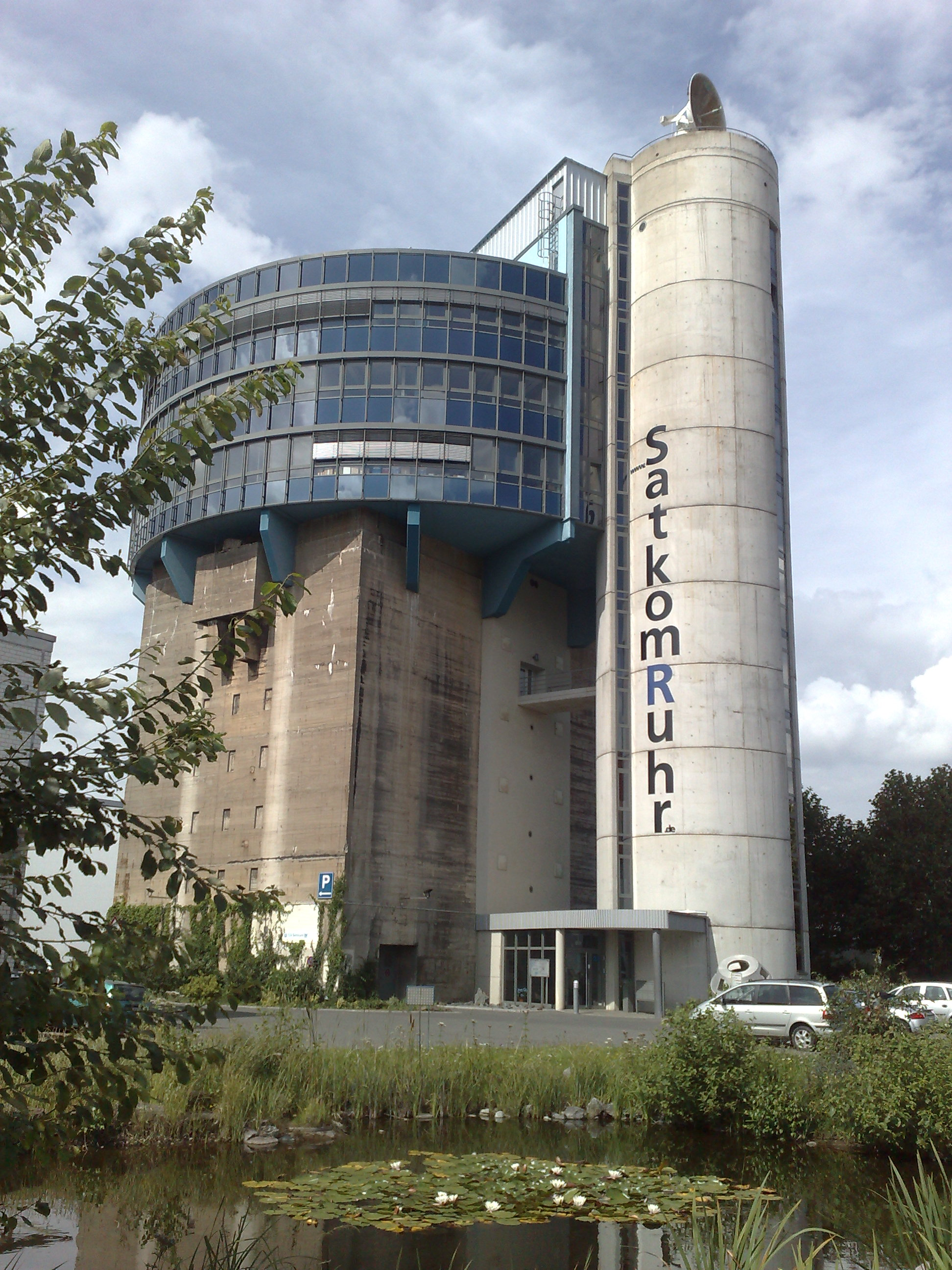
Ca. 2009

Als SatkomTower wurde ein umgebauter Luftschutzbunker in Hattingen an der Ruhrallee 19 auf dem Gelände der ehemaligen Henrichshütte bezeichnet. Eine verglaste Kuppel wird von zwei begehbaren Dachterrassen umsäumt.

## Geschichte
Die Bauarbeiten für den Hochbunker 2 begannen Ende 1943. Auf sechs Etagen, die in vier Räume unterteilt waren, fanden dort 1450 Menschen Schutz. Nach dem Zweiten Weltkrieg wurden im Turm technische Gase gelagert. Die Umbauarbeiten begannen 2000.